# Буньєйру
Буньєйру (порт. Bunheiro; МФА: [bu.ˈɲɐj.ɾu]) — парафія в Португалії, у муніципалітеті Муртоза. Розташована в західній частині країни, на теренах історичної португальської провінції Бейра. Входить до складу округу Авейру. За адміністративним поділом, чинним до 1976 року, терени парафії були складовою провінції Берегова Бейра. Належить до Авейрівської діоцезії Католицької церкви. Патрон — святий Матвій. Площа — 24,7924 км². Населення — 2682 ос. (2011). Середньо урбанізований регіон. Густота населення — 108,18 осіб/км²
. Код — 011201.

## Населення
| Кількість мешканців | Кількість мешканців | Кількість мешканців | Кількість мешканців | Кількість мешканців | Кількість мешканців | Кількість мешканців | Кількість мешканців | Кількість мешканців | Кількість мешканців | Кількість мешканців | Кількість мешканців | Кількість мешканців | Кількість мешканців | Кількість мешканців |
| ------------------- | ------------------- | ------------------- | ------------------- | ------------------- | ------------------- | ------------------- | ------------------- | ------------------- | ------------------- | ------------------- | ------------------- | ------------------- | ------------------- | ------------------- |
| 1864                | 1878                | 1890                | 1900                | 1911                | 1920                | 1930                | 1940                | 1950                | 1960                | 1970                | 1981                | 1991                | 2001                | 2011                |
| 3.417               | 3.457               | 4.159               | 3.712               | 4.107               | 3.889               | 3.588               | 3.739               | 3.420               | 3.334               | 3.096               | 2.854               | 2.867               | 2.707               | 2.682               |